# Бьёрн Эриксон
Бьёрн (швед. Björn, правил в 882—932) — отец Олафа II Бьёрнсона и Эрика VI Победоносного и, согласно «Сагам о Хервёр» и «Харальде Хорфагере», дед Стирбьёрна Сильного.

## Биография
Согласно указанным сагам, Бьёрн был сыном Эрика, который поддерживал Харальда Хорфагера и унаследовал титул конунга от братьев Бьёрна из Хоги и Анунда Уппсале (своего отца):
Эйриком звали сына конунга Энунда, который принял государство после своего отца в Уппсале; он был могущественным конунгом. В его дни в Норвегии пришёл к власти Харальд Прекрасноволосый, который первым из своего рода стал единовластным правителем в Норвегии. Бьёрном звали сына конунга Эйрика из Уппсалы; он принял государство после своего отца и долго правил. Сыновьями Бьёрна были Эйрик Победоносный и Олав; они получили после своего отца государство и звание конунга. Олав был отцом Стюрбьёрна Сильного («Сага о Хервёр»).
Во второй саге говорится, что Бьёрн правил 50 лет:
…немирье царило в Гаутланде, пока жил конунг Эйрик сын Эмунда. Он умер, когда конунг Харальд Прекрасноволосый был десять лет конунгом в Норвегии.
После Эйрика в Швеции был пятьдесят лет конунгом Бьёрн, его сын. Он был отцом Эйрика Победоносного и Олава, отца Стюрбьёрна («Сага о Харальде Хорфагере»).
В «Саге об Олафе Харальдсоне» Снорри Стурлусон приводит слова Торгню Лагмана о конунге Бьёрне:
…мой отец долгое время был с конунгом Бьёрном и хорошо знал его нрав. Пока Бьёрн правил, его могущество росло и крепло, а не становилось меньше. Однако и он был добр к своим друзьям («Сага об Олафе Харальдсоне»).
Когда Бьёрн умер, Олаф и Эрик были избраны правителями Швеции. При этом Эрик впоследствии лишил своего племянника Стюрбьёрна наследства.
Адам Бременский, однако, в качестве предшественника Эрика Победоносного указывает лишь Эмунда Эриксона. Поскольку в Швеции в то время, вероятно, существовала система соправления (двоевластия), Эмунд Эриксон мог быть соправителем Бьёрна.